# David Fincher
David Fincher, ameriški filmski režiser, scenarist in igralec, * 10. maj 1962, Denver, ZDA.

## Življenjepis
Leta 1980 je začel kot animator pri Industrial Light & Magic, kjer je bil zaposlen štiri leta.  
Leta 1986 je z nekaj kolegi ustanovil produkcijsko skupino Propaganda Films. V tem času je Fincher posnel glasbene spote za Michaela Jacksona, Madonno, Georga Michaela, Aerosmith, Rolling Stones in druge. Istočasno je sproduciral nekaj reklamnih oglasov.
Leta 1992 je posnel svoj prvi celovečerni film, tretji del trilogije Osmi potnik. Film je propadel, toda zaradi, kakor je postalo znano nekaj let kasneje, obupnih produkcijskih pogojev (nedorečeni scenarij ipd.). 
Leta 1995 pa je Fincherju vendarle uspel prodor s srhljivko Sedem. Temu je sledil niz (skorajda) kultnih filmov. 

## Delo

### Filmi
- 1992 – Osmi potnik 3
- 1995 – Sedem
- 1997 – Igra
- 1999 – Klub golih pesti
- 2002 – Soba za paniko
- 2006 - Zodiak
- 2007 - Nenavadni primer Benjamina Buttona
- 2010 - Socialno omrežje

### Glasbeni spoti (izbor)
- »The Beat of the Live Drum« (Rick Springfield, 1985)
- »The Motels« (Shame, 1985)
- »Shattered Dreams« (Johnny Hates Jazz, 1987)
- »Englishman in New York« (Sting, 1988)
- »Roll With It« (Steve Winwood, 1988)
- »Cold Hearted« (Paula Abdul, 1988)
- »Cradle of Love« (Billy Idol, 1990)
- »Jam« (Michael Jackson, 1992)
- »Judith« (A Perfect Circle)
- »Only« (Nine Inch Nails, 2005)

### Igralec (izbor)
- Being John Malkovich - Christopher Bing (1999)
- Alien Evolution - David Fincher (2001)
- Murder by Numbers - David Fincher (2001)
- Full frontal (2002)

### Posebni vizualni efekti
- Star Wars: Episode VI (1983)
- Twice upon the Time (1983)
- Neverending story (1984)
- Indiana Jones II (1984)

### Producent (izbor)
- The Hire (2001)
- Lords of Dogtown (2004)

### Reklamni oglasi (izbor)
- »Smoking fetus« (The American Cancer Society)
- »Ginger or marianne« / »Pool hall« (Budweiser)
- »Blade roller« (Coca-Cola)
- »Converse«
- »Del sol« (Honda)
- »Bullet the blue sky« (Pepsi)
- »Constant Change« (Hewlett-Packard)